# Zwampaal
De zwampaal (Synbranchus marmoratus) is een straalvinnige vissensoort uit de familie van kieuwspleetalen (Synbranchidae). De wetenschappelijke naam van de soort is voor het eerst geldig gepubliceerd in 1795 door Bloch.
Het dier is in Suriname in zwampen te vinden en kan tijden van droogte doorstaan door zich in te graven. Ze kunnen ook tijdens natte nachten over land van de ene poel naar de andere kruipen. 